# 岡泉淳
岡泉　淳（おかいずみ　じゅん、1966年8月21日 - ）は埼玉県出身神川町在住の日本の柔道家。95kg超級の選手。現役時代は身長180cm。体重118kg。

## 経歴
柔道は小学校1年の時に後に1995年の世界選手権95kg級で3位となる弟の岡泉茂とともに始めた。児玉高校3年の時にインターハイの重量級で決勝まで進むが、東海大相模高校3年の多田隈和博に敗れて僅差判定で2位だった。1985年には筑波大学に進むと、2年の時には新人体重別の決勝で日本大学2年の金野潤に抑え込みで一本勝ちをして優勝する。。1989年には新日鉄広畑の所属となると、講道館杯では旭化成延岡の樋川純を破って優勝を飾った。1991年には講道館杯で2年ぶり2度目の優勝を果たした。実業個人選手権では3度優勝したが、とりわけ1993年の大会では同じ新日鉄広畑に所属している95kg級の弟と一緒に兄弟優勝を成し遂げた。

## 主な戦績
- 1984年 -　インターハイ 重量級　2位
- 1986年 -　新人体重別　優勝
- 1986年 -　フィンランド国際柔道大会　95㎏超級優勝
- 1989年 -　講道館杯　優勝
- 1990年 -　実業個人選手権　優勝
- 1991年 -　講道館杯　優勝
- 1992年 -　実業個人選手権　優勝
- 1993年 -　実業個人選手権　優勝

(出典、JudoInside.com)。